# Just a Little Love
Just a Little Love è il settimo album in studio della cantante di musica country statunitense Reba McEntire, pubblicato nel 1984.

## Tracce
1. Just a Little Love – 3:56 (Dennis Morgan, Stephen Allen Davis)
2. Poison Sugar – 3:03 (Dennis Knutson, A.L. Owens)
3. I'm Gettin' Over You – 3:20 (Davis, Morgan)
4. You Are Always There for Me – 3:54 (Norro Wilson, Wayland Holyfield)
5. Every Second Someone Breaks a Heart – 3:35 (Richard Brossman)
6. Tell Me What's So Good About Goodbye – 3:30 (Allen Henson, Keith Palmer)
7. He Broke Your Memory Last Night – 2:49 (Dickey Lee, Bucky Jones)
8. If Only – 3:38 (Holyfield, Amy Sky)
9. Congratulations – 2:52 (Dave Gibson, Patti Stephens)
10. Silver Eagle – 2:54 (Janis Carnes, Rick Carnes, Chip Hardy)